# Sankt Ols Kirke
Sankt Ols Kirke er en rundkirke i landsbyen Olsker på Bornholm.

## Begravede på Kirkegården
- Herbert von Garvens[2]
- Ole Christensen (billedhugger)[3]
- Jan Leth[4]

- Eksteriør

- Interiør
- 3.etage
- Tagkonstruktion

## Eksterne kilder og henvisninger
- Wikimedia Commons har flere filer relateret til Sankt Ols Kirke
- Sankt Ols Kirke hos KortTilKirken.dk
- Sankt Ols Kirke hos danmarkskirker.natmus.dk (Danmarks Kirker, Nationalmuseet)